# Ordine al merito agricolo (Repubblica Centrafricana)
L'Ordine al merito agricolo è un ordine cavalleresco della Repubblica Centrafricana.

## Storia
L'Ordine è stato fondato il 18 agosto 1962 da David Dacko.

## Classi
L'Ordine dispone delle seguenti classi di benemerenza:
- Commendatore
- Ufficiale
- Cavaliere

## Insegne
- Il nastro è verde con una stretta striscia rossa e bianca a sinistra e una stretta striscia blu e gialla a destra e con bordi bianchi.